# La vida… es un ratico
«La vida... es un ratico» es el título del cuarto álbum de estudio grabado por el cantautor colombiano Juanes. Fue lanzado al mercado por la empresa discográfica Universal Music Latino el 23 de octubre de 2007. Hasta la fecha el álbum ha vendido más de 2 millones de copias.

## Información del álbum
Juanes indicó antes de su salida que el álbum estaría totalmente en español y tendría un sonido «muy colombiano». Juanes es el coproductor de este disco y trabajó junto con Gustavo Santaolalla. El álbum tiene sonidos colombianos típicos, tales como la guasca, el vallenato y la cumbia.
Para escoger el nombre del disco, Juanes se inspiró en una conversación que tuvo con su madre, donde ella le dijo: «No te preocupes, porque la vida... es un ratico». Siguiendo el mensaje de esa frase, Juanes pensó en crear un álbum que recuerde que la vida se pasa junto a la familia y seres queridos.
El primer sencillo de Juanes se tituló Me enamora y fue publicado el lunes 3 de septiembre de 2007 en los medios y tiendas en línea, tales como iTunes. El disco ha vendido más de 4.500.000 de copias físicas en todo el mundo y más de 7.000.000 de descargas digitales, siendo hasta el momento el álbum más exitoso de Juanes. Tal logro lo llevó a recorrer el mundo con la excelente y productiva gira La vida World Tour. 
Su sencillo más exitoso es "Me enamora", número uno en diversos países de Asia, Europa, América y África, siguiendo el mismo camino de su anterior sencillo "La camisa negra" y llegando a las primeras posiciones del Top 10 de Latino América. El álbum ocupa la posición número 13 del Billboard Hot 200. Es el álbum más exitoso del artista, seguido de su anterior álbum Mi sangre (2004), con más de cuatro millones de copias en todo el mundo.
La canción "Hoy me voy" llegó a la posición número uno en Medellín, siendo una de las canciones en tener éxito en menor tiempo.
La vida... es un rático es un álbum que ya es Doble Disco de platino en España, Platino en EE. UU., Oro en México y Platino en el resto de países de América Latina.
«Me enamora» y «Gotas de agua dulce» han obtenido la certificación de Multi Platino Digital por las ventas digitales obtenidas. Según la revista estadounidense Billboard, éstas han sido hasta la fecha las únicas canciones en español en obtener tan buenas ventas en países donde no se habla el idioma español, desde entonces el ritmo de las canciones de Juanes ha sido muy apreciado en el mercado anglosajón.
Este álbum ganó el Premio Grammy Latino incluyendo Álbum del Año y Mejor Álbum Pop Vocal Masculino. La canción "Me enamora" recibió tres premios incluyendo Grabación del año, Canción del Año y Mejor Video Musical Versión Corto en la 9°. edición de los Premios Grammy Latinos celebrada el jueves 13 de noviembre de 2008. y también ganó el Premio Grammy Latino al Mejor Álbum de Pop Latino en los 51°. edición anual de los Premios Grammy celebrada el domingo 8 de febrero de 2009.

## Lista de canciones
| La vida... es un rático |                                       |              |          |  |
| N.º                     | Título                                | Escritor(es) | Duración |  |
| 1.                      | «No creo en el jamás»                 |              | 3:34     |  |
| 2.                      | «Clase de amor»                       |              | 3:55     |  |
| 3.                      | «Me enamora»                          |              | 3:14     |  |
| 4.                      | «Hoy me voy»                          |              | 3:23     |  |
| 5.                      | «La vida... es un ratico»             |              | 4:05     |  |
| 6.                      | «Gotas de agua dulce»                 |              | 3:09     |  |
| 7.                      | «La mejor parte de mí»                |              | 3:44     |  |
| 8.                      | «Minas piedras» (con Andrés Calamaro) |              | 4:05     |  |
| 9.                      | «Tú y yo»                             |              | 4:28     |  |
| 10.                     | «Báilala»                             |              | 3:33     |  |
| 11.                     | «Difícil»                             |              | 4:02     |  |
| 12.                     | «Tres»                                |              | 3:25     |  |
| 13.                     | «Bandera de manos» (con Campino)      |              | 4:05     |  |
| 14.                     | «Bandera de manos» (Bonus track)      |              | 4:03     |  |

| Prerreserva, iTunes canción de regalo |                   |              |          |  |
| N.º                                   | Título            | Escritor(es) | Duración |  |
| 15.                                   | «Falsas palabras» |              | 4:06     |  |

| Edición Australia |                   |              |          |  |
| N.º               | Título            | Escritor(es) | Duración |  |
| 15.               | «La camisa negra» |              | 3:37     |  |

| Edición Italia |                                                          |              |          |  |
| N.º            | Título                                                   | Escritor(es) | Duración |  |
| 15.            | «Dove Le Pietre Sono Mine (Minas Piedras)» (con Negrita) |              | 4:06     |  |

| Edición Japón |                                 |              |          |  |
| N.º           | Título                          | Escritor(es) | Duración |  |
| 15.           | «La camisa negra»               |              | 3:37     |  |
| 16.           | «Falsas palabras»               |              | 4:06     |  |
| 17.           | «Me enamora» (Full Phatt Remix) |              | 3:12     |  |
| 18.           | «Tres» (Full Phatt Remix)       |              | 3:27     |  |

## Certificaciones, posiciones y ventas
| País           | Posición | Certificación | Ventas  |
| -------------- | -------- | ------------- | ------- |
| Argentina      | 1        | Platino       | 90,000  |
| Austria        | 1        | Platino       | 80,000  |
| Colombia       | 1        | Platino       | 300,000 |
| Ecuador        | 1        | Platino       | 200,000 |
| Finlandia      | 1        | Oro           | 100,000 |
| Francia        | 1        | Platino       | 100,000 |
| Alemania       | 1        | Platino       | 50,000  |
| México         | 1        | 2x Oro        | 200,000 |
| Países Bajos   | 1        | Oro           | 60,000  |
| Polonia        | 1        | Platino       | 50,000  |
| Rumanía        | 1        | Platino       | 40,000  |
| España         | 1        | 2x Platino    | 200,000 |
| Suecia         | 1        | Platino       | 50,000  |
| Suiza          | 1        | oro           | 50,000  |
| Estados Unidos | 13       | Platino       | 500,000 |
| Venezuela      | 1        | 2x Platino    | 100,000 |

## Sucesiones
| Predecesor: La voz de mi silencio de El Barrio     | España PROMUSICAE Album Chart — Álbum N.° 1 (Primera vuelta) 4 de noviembre de 2007 - 10 de noviembre de 2007 | Sucesor: La ciudad de los árboles de Mägo de Oz    |
| Predecesor: Al filo de la irrealidad de Bustamante | España PROMUSICAE Album Chart — Álbum N.° 1 (Segunda vuelta) 2 de diciembre de 2007 - 8 de diciembre de 2007  | Sucesor: Dos pájaros de un tiro de Sabina & Serrat |

| Predecesor: Recuerdos del alma de Los Temerarios | U.S. Billboard Top Latin Albums — Álbum N°. 1 (Primera vuelta) 10 de noviembre de 2007 - 23 de noviembre de 2007 | Sucesor: Wisin vs. Yandel: Los extraterrestres de Wisin & Yandel |
| Predecesor: Real de Ednita Nazario               | U.S. Billboard Top Latin Albums — Álbum N.° 1 (Segunda vuelta) 5 de enero de 2008 - 11 de enero de 2008          | Sucesor: Capaz de todo por ti de K-Paz de la Sierra              |

| Predecesor: Now latino 3 de Varios artistas | U.S. Billboard Latin Pop Albums — Álbum N.° 1 (Primera vuelta) 10 de noviembre de 2007 - 7 de diciembre de 2007 | Sucesor: Empezar desde cero de RBD |
| Predecesor: Real de Ednita Nazario          | U.S. Billboard Latin Pop Albums — Álbum N.° 1 (Segunda vuelta) 5 de enero de 2008 - 18 de enero de 2008         | Sucesor: Todo cambió de Camila     |